# Twilight fields
Twilight fields is een studioalbum van Stephan Micus. Micus nam het in november 1987 op in de Tonstudio Bauer in Ludwigsburg. Micus stond tot dan toe voornamelijk bekend om zijn gebruik van exotische muziekinstrumenten. Dit keer zocht hij het dichter bij huis. De voornaamste muziekinstrumenten op dit album zijn bloempotten, al dan niet gevuld met water. De potten werden "aangeslagen" met de handen of mallets.

## Musici
- Stephan Micus – bloempotten, hakkebord, Beijerse citer, shakuhachi, ney

## Muziek
| Nr. | Titel                    | Duur  |
| --- | ------------------------ | ----- |
| 1.  | Twilight fields (part 1) | 8:35  |
| 2.  | Twilight fields (part 2) | 8:00  |
| 3.  | Twilight fields (part 3) | 4:27  |
| 4.  | Twilight fields (part 4) | 10:00 |
| 5.  | Twilight fields (part 5) | 15:01 |